# Bernhard Meyer (Musiker)
Bernhard Meyer (* um 1984 in Visbek) ist ein deutscher Fusion- und Jazzmusiker (E-Bass, auch Kontrabass, Komposition).

## Leben und Wirken
Meyer schrieb zunächst mit seinem gitarrespielenden Bruder Peter im Alter von 15 Jahren erste eigene Stücke, die sie mit ihrer ersten Band Sideways, einem Gitarrentrio mit Schlagzeug, aufführten. Er lebt seit 2003 in Berlin, wo er am Jazz-Institut Berlin studierte. Dort absolvierte er anschließend ein Masterstudium für Komposition bei John Hollenbeck. 
Gemeinsam mit seinem Bruder Peter Meyer und Schlagzeuger Moritz Baumgärtner betreibt Meyer seit 2010 das als „Power-Trio“ gelobte Melt Trio, dessen erste drei Alben Melt, Hymnolia und Stroy jedes Mal für den Echo Jazz nominiert wurden. Mit seinem Bruder, dem Saxophonisten Timo Vollbrecht und Schlagzeuger Hanno Stick improvisierte er Electro-Jazz in der MSV Brecht (Urwaldallee, 2009, Hippie Songs, 2012). Außerdem ist er ein langjähriges Mitglied in der Band von Sängerin Lea W. Frey. Anfang 2018 veröffentlichte das gemeinsame Quartett Other Animal der Meyer-Brüder mit Jim Black und Wanja Slavin sein gleichnamiges Album, das im Down Beat lobend erwähnt wurde. Zugleich entstand sein Quintett Murmuration. Weiterhin spielte er bei John Hollenbecks DrumsBassBassBassBassDrums, Kurt Rosenwinkels E. Coli, Jim Black, Nasheet Waits, Peter Evans, Claudio Puntins Sepiasonic, Wanja Slavins Lotus Eaters, Andi Haberls Sun, Gebrüder Teichmann, Anna Webber oder Chris Speed.
Seit dem Sommersemester 2020 lehrt Meyer als Professor für E-Bass an der Hochschule für Musik und Darstellende Kunst Mannheim.

## Diskographische Hinweise
- MSV Brecht: Hippie Tunes (Unit Records 2012, mit Timo Vollbrecht, Peter Meyer, Hanno Stick)[1]
- Bernhard Meyer Murmuration (Traumton 2018, mit Claudio Puntin, Julius Heise, Peter Meyer und Andi Haberl)[2]
- Melt Trio + Jan Bang (Traumton 2019)
- Bernhard Meyer / John Hollenbeck Grids (Shhpuma 2020)